# Dichrooscytus abietis
Dichrooscytus abietis är en insektsart som beskrevs av Bliven 1956. Dichrooscytus abietis ingår i släktet Dichrooscytus och familjen ängsskinnbaggar. Inga underarter finns listade i Catalogue of Life.